# جولای خونگرم کلاه‌خاکستری
جولای خونگرم کلاه‌خاکستری (نام علمی: Pseudonigrita arnaudi) نام یک گونه از سرده جولاهای خون‌گرم است.